# Ptychotrema mazumbiensis
Ptychotrema mazumbiensis é uma espécie de gastrópode da família Streptaxidae.
É endémica de Tanzânia.
Os seus habitats naturais são: florestas secas tropicais ou subtropicais .
Está ameaçada por perda de habitat.